# Lac Tsala Apopka
Ne doit pas être confondu avec Lac Apopka.
Le lac Tsala Apopka dont la superficie atteint près de 7 700 ha, est un lac naturel situé dans le comté de Citrus en Floride. Il est composé de marécages peu profonds et couverts de végétation ainsi que d'étendues d'eau ouverte, dont les principales sont Floral City Pool, Inverness Pool et Hernando Pool. Elles sont séparées les unes des autres par des zones marécageuses et des installations de contrôle du niveau des eaux.